# ジョン・ダニエル・ハーツ・シニア
ジョン・ダニエル・ハーツ・シニア（John Daniel Hertz, Sr.、1879年4月10日生まれ - 1961年10月8日没）は、アメリカ合衆国の実業家。競走馬のオーナーブリーダーや篤志家としても知られる。

## 前半生
ハーツは1879年4月10日に生まれた。生地は当時オーストリア＝ハンガリー帝国領内で、現在ではチェコスロバキア共和国を経てスロバキア共和国領となる。ハーツが生まれたのはSklabiňaという村だった。ユダヤ系とも伝わる。名は「Sándor Herz」（シャンドール・ヘルツ）といった。
1885年、一家でアメリカへ移民、イリノイ州シカゴの西部地区に居を定めた。このとき姓を「Herz」から「Hertz」に改め、名も「Sándor」から「John」に改めた。
一家は貧しく、小学校にも数年通っただけで行かなくなり、6年生のときに家計を助けるため働きに出たという。アメリカ移住後まもなく両親が不和となり、家出して、自活のために11歳か12歳の頃から働きに出たともいう。
ハーツ少年はシカゴで新聞に関わる職を得た。はじめは街角で売られる新聞の売り子だった。やがて、週給6ドルで新聞配送車の運転手をするようになった。さらに旧「シカゴ・モーニング・ニュース」紙の新聞印刷の手伝いをするようになり、遂にはスポーツ欄の取材や記事書きの助手を任されるようになった。このときにハーツは競馬を覚えたという。ところが「シカゴ・モーニング・ニュース」紙が他紙と合併して「シカゴ・レコード」紙となるときに、職を失った。
ハーツはシカゴのクラーク街（Clark Street）北部でボクシングジムに通うようになった。しかし反ユダヤ主義の影響を避けるため、「ダン・ドネリー」（Dan Donnelly）というリングネームを使った。やがてシカゴ体育協会（CAA）のアマチュアボクシングのチャンピオンになり、実名でリングにあがるようになったという。また、ハーツはBenny Yangerというボクサーのマネージャーも務めた。

## タクシー業で成功
1904年に、友人の伝手で自動車販売の職にありついた。ハーツはこの仕事で才能を発揮し、数年で共同経営者の立場を得た。
ハーツは、よく地元シカゴのタクシーについての不平を耳にしていた。その多くは「運賃が高すぎる」というもので、ほかにも「タクシーが汚すぎる」とか「運転手の態度がひどい」と言われていた。

ハーツは、新車購入時に中古車の下取りを始めた最初期の一人だと言われている。この職場では中古車の取引や下取りが多く、手元には買い取った中古車がダブついていた。そこでハーツは安価な中古車を利用し、1907年に一般庶民向けのタクシー事業をはじめた。運賃を低く抑えた一方で、10分で迎車できると宣伝して客を集めた。運転手たちにはきちんとした服装をさせ、礼儀作法や親切心を求め、車も綺麗に保つようにさせた。利用者から運賃が高いと言われると、ハーツは値下げを行い、よりコンパクトな車両を用いるようになった。
1915年に「イエローキャブ社」（en:Yellow Cab Company）を創業。ハーツは、自社のタクシーがすぐ見分けられるように、黄色で塗装させた。これがアメリカのタクシーの一般的なイメージとなった。「イエローキャブ社」は好評を博し、あっという間に全米に事業を展開するようになった。当時はまだ路面状態が悪く、車を長く走らせるとメンテナンスが必要になった。そこでハーツは自働車整備を行う「イエローキャブ車両製造社」（en:Yellow Cab Manufacturing Company）をつくった。創業時には車両はリムジン7台のみだったが、1940年までには40台もの車両を揃え、自前で車両の整備・製造からバスやトラックの製造までを行うまでになった。
- 1923年 - レンタル事業会社を買収[9]
- 1924年 - レンタカー事業の「Hertz Drive-Ur-Self Corporation」（ザ・ハーツ・コーポレーションの前身）を創業[1][9][注 7]
- 1925年 - 自動車製造部門とレンタカー部門をゼネラルモーターズ社へ売却[9]
- 1929年 - 「イエローキャブ社」をParmalee System社に売却（のちにChecker Motors社に売却）[9]
- 1953年 - Hertz Omnibus社がGM社からYellow Drive-Ur-self社を買収、「Hertz Rent-A-Car」社に改称

ハーツの肩書
| 肩書               | 企業                                   |
| director（取締役） | First National Bank of Chicago         |
| director（取締役） | Keeshin Transcontinental Freight Lines |
| director（取締役） | パラマウント・ピクチャーズ             |
| 共同経営者         | リーマン・ブラザーズ                   |

第一次世界大戦では運輸の民間専門家としてアメリカ陸軍の輸送部門に協力、第二次世界大戦ではパターソン陸軍次官（Under Secretary of War）のもとで車輌部門を助け、戦後に勲章を受章した。
1955年にザ・ハーツ・コーポレーションの取締役会長（chairman of the board）を退任。
1957年に夫妻で奨学金基金（Fannie and John Hertz Foundation）を創立。
1961年10月、カリフォルニアで死去。享年82歳。

### 詳細
ハーツは1915年にシカゴで低価格路線のタクシー会社「イエローキャブ社」を創業、これが好評を博し、あっという間に全米に事業を展開するようになった。1917年には「シカゴ乗合バス社」（en:Chicago Motor Coach Company）を創業、1920年には販売用のタクシー用車両を製造する「イエローキャブ車両製造社」（en:Yellow Cab Manufacturing Company）を興した。1923年には「乗合バス製造社」（en:Yellow Coach Manufacturing Company）を興し、1924年には貸自動車会社を買収して「ハーツ・レンタカー社」（Hertz Drive-Ur-Self Corporation、ザ・ハーツ・コーポレーションの前身）とした。
シカゴでは、ハーツの「イエローキャブ社」とライバルの「チェッカータクシー社」（en:Checker Taxi）との競争が激化し、しばしば発砲事件や暴力沙汰に発展、死人まで出る始末となった。
1925年までに、ハーツやParmelee Transportation System社らが出資する「シカゴ・イエローキャブ社」が、「イエローキャブ社」の親会社となった。同年ハーツは、シカゴの「シカゴ乗合バス社」とニューヨークの「5番街乗合バス社」（en:Fifth Avenue Coach Company）の運営管理のための親会社として、「乗合自動車社」（en:The Omnibus Corporation）を創立した。
1925年時点でのハーツの肩書は次の通りである。
- 社長：「イエローキャブ」社
- 会長：「ベンゾライン自動車燃料」（Benzoline Motor Fuel Company）、「シカゴ乗合バス」（en:Chicago Motor Coach Company）、「5番街乗合バス」（en:Fifth Avenue Coach Company）、「ニューヨーク交通」（en:New York Transportation Company）、「アメリカ乗合自動車」（en:Omnibus Corporation of America）、「イエロー吸排弁エンジン整備」（Yellow Sleeve-Valve Engine Works）、「イエロー・トラック＆バス製造」（en:Yellow Truck and Coach Manufacturing Company）

1926年、ハーツはイエローキャブ製造社と関連子会社のバス製造会社やレンタカー会社をゼネラルモーターズ社へ売却、これにより同社の取締役会に名を連ねることになった。
1929年に、ハーツ所有の厩舎に火炎瓶が投げ込まれて馬11頭が焼死するという事件が起きると、ハーツはイエローキャブ社を売り払った。
1933年に、ニューヨークで投資銀行リーマン・ブラザーズを営むロバート・リーマン（en:Robert Lehman）から権利の一部を買い取った。ハーツは死ぬまでその共同経営者となった。1938年、ハーツはイースタン航空をゼネラルモーターズ社から買収する話を進めていたが、イースタン航空の経営者エディー・リッケンバッカー（en:Eddie Rickenbacker）は自力で資金を調達して権利を買い取ってしまい、ハーツによる買収は実現しなかった。1943年、ハーツは残っていたイエロー乗合バス製造社に関する権利をゼネラルモーターズ社に売却した。
1953年、アメリカ乗合自動車社を介してレンタカー事業をGMから買い戻した。アメリカ乗合自動車社のうち公共交通部門を売却、社名をザ・ハーツ・コーポレーションに改めると、翌年にはニューヨーク証券取引所に上場した。

## 家族
1903年に、シカゴのフランシス（ファニー）・ケスナーと結婚、3人の子（レオナ＝ジェーン（Leona Jane）、ジョン・ジュニア（John Jr.）、ヘレン（Helen））を得た。息子ははじめ「レオナルド・J・ハーツ」といったが、17歳のときに父の名をとって「ジョン・Ｄ・ジュニア」に名を改めた。ジョン・ジュニアは後に広告分野の重役となり、1942年から1942年頃、若くして映画女優のマーナ・ロイと結婚した。

## 競馬との関わり
ハーツ夫妻は、アメリカ競馬界でも影響力のある存在だった。夫妻はイリノイ州キャリー(Cary)近郊のトラウトバレー（Trout Valley）に牧場を所有したほか、カリフォルニア州ウッドランドヒルズ(Woodland Hills)のアマリロ農場（Amarillo Ranch）、ケンタッキー州パリスのストーナークリーク牧場（Stoner Creek Stud）も知られている。これらの牧場は夫妻のサラブレッド競走馬の生産・育成の中心地となった。競走馬を出走させるときは妻のファニー名義で、その中でも最良の成績を残したのが、1928年のケンタッキーダービー優勝馬で同年の全米年度代表馬にもなったレイカウントで、同馬は種牡馬になると、1943年のアメリカクラシック三冠馬カウントフリートを出した。2頭ともアメリカ競馬の名誉の殿堂入りを果たしている。
競馬では1928年にレイカウントでケンタッキーダービー優勝、1943年にはカウントフリートでケンタッキーダービー優勝。

### ストーナークリーク牧場
ストーナークリーク牧場（Stoner Creek Stud）はケンタッキー州パリスにあったサラブレッド生産牧場である。創設者はシカゴの実業家ジョン・D.ハーツ（John D. Hertz）とファニー・ケスナー・ハーツ（Fannie Kesner Hertz、1881-1963）夫妻。
ジョン・ハーツはもともとシカゴで事業を営み、イリノイ州キャリー(Cary)近郊のトラウトバレー（Trout Valley）に農場を持っていた。1930年代に、カリフォルニア州サンフェルナンド・バレーのウッドランドヒルズ(Woodland Hills)に土地を得て、サラブレッドの育成を始めた。ストーナクリーク牧場を購入すると、生産馬から2頭のケンタッキーダービー馬が出た。最初の勝ち馬は1928年優勝のレイカウントで、その次はレイカウントの産駒カウントフリートで、カウントフリートは1943年にアメリカ三冠馬となった。『ブラッド・ホース』誌による20世紀のアメリカ名馬100選では、カウントフリートは第5位にランクされた。ハーツ夫妻はイギリスからブレニムをシンジケート種牡馬として購買輸入する際に一役かい、ブレニムはアメリカの重要な種牡馬となった。
1954年に、ジョン・ハーツは『ジョン・ハーツ、エヴァン・シップマンに競馬の思い出を語る』（The Racing Memoirs of John Hertz as told to Evan Shipman）という本を出版した。
主な生産馬・所有馬は
- レイカウント - 1928年ケンタッキーダービー、1928年ジョッキークラブゴールドカップ
- Valenciennes - レイディーズH
- Count Arthur - 1935年マンハッタンH、1936年ジョッキークラブゴールドカップ、1935・1937年サラトガC
- カウントフリート - 1942年米シャンペンS、1942年ピムリコＦ、1943年ウッドメモリアルS、1943年ケンタッキーダービー、1943年プリークネスS、1943年ベルモントS

- 1921年から競馬界に参入[8]。
- 7年後にレイカウントでケンタッキーダービー優勝[8]。
- 1943年にカウントフリートで三冠達成[8]。
- 当時の東欧系のユダヤ人のオーナーブリーダーとしては「最も特筆すべき人物[8]」と評されている。

- ストーナークリーク牧場は、1954年までに2955勝をあげ、900万ドル以上を稼いだ[8]。

### スタンダードブレッドの生産
1964年に、ストーナークリーク牧場はNorman S. WoolworthとDavid R Johnstonによって買収され、牧場はスタンダードブレッド生産牧場に変わった。さまざまな種牡馬が繋養されたうち、特筆すべきはペーサー（側対歩）タイプのMeadow Skipper、Nevele Pride、Henry T. Adiosである。

### 現在
1996年にSteve & Cindy Stewartの所有となり、ハンタートン牧場ストーナークリーク支場となった。

## 社会貢献
冷戦期になると、ハーツは応用科学を志す若者を支援するため「ハーツ夫妻基金」（Fannie and John Hertz Foundation）を設立した。友人のエドワード・テラーの熱心な勧めで、この基金は高等教育に向けられることになった。基金はアメリカでは最難関で、国内最高レベルの大学の授業料全額に加えて十分な奨学金が与えられる10名から12の枠をめぐって、800もの応募者がある。
1924年に、ハーツはシカゴ市で最初の信号機をミシガン通り（Michigan Avenue）に設置するため、34,000ドルを寄付した。

## 死去
ハーツは1961年10月8日に、妻ファニーはその2年後に没した。当初、夫妻はイリノイ州シカゴにあるローズヒル墓地（en:Rosehill Cemetery）に埋葬された。今はニューヨーク・ブロンクス区のウッドローン墓地に埋葬されている。